# Campylium sommerfeltii
Campylium sommerfeltii là một loài Rêu trong họ Amblystegiaceae. Loài này được (Myrin) Lange mô tả khoa học đầu tiên năm 1887.